# إضافة أمين
إضافة الأمين (أو الأَمْيَنَة Amination) عبارة عن تفاعل كيميائي يتم فيه إضافة مجموعة الأمين إلى مركب عضوي.
لتفاعل إضافة الأمين أهمية حيوية وصناعية.

## التفاعل
يتم تفاعل إضافة الأمين غالباً من خلال عملية استبدال محب للنواة (استبدال نكليوفيلي). تدعى الإنزيمات التي تقوم بتحفيز هذا التفاعل باسم أميناز.
يمكن أن يتم التفاعل مخبرياً بعدة طرائق بما في ذلك التفاعل مع الأمونياك أو الأمينات الأخرى، وذلك بتفاعل ألكلة أو بإضافة أمين اختزالية أو عن طريق تفاعل مانيش Mannich reaction. أما صناعياً فيتم عن طريق تفاعل الكحولات مع الأمونياك بوجود حفاز في وسط حمضي. يتم في هذه الحالات استخدام ركائز عضوية غنية بالإلكترونات (نكليوفيلية) مثل مركبات الكربانيون والإينولات.
من جهة أخرى، عندما يتم تفاعل إضافة الأمين باستخدام كواشف أمينية تعاني من نقص في الإلكترونات مثل مركبات أكسازيريدين وهيدروكسيلامين والأكسيم وركيزات أخرى من النمط N–O، فعندئذ يكون الأمين في هذه الحالة عبارة عن محب للإلكترون (إلكتروفيل)، وتدعى إضافة الأمين حينها بإضافة الأمين المحبة للإلكترون (إلكتروفيلية). 
هناك أيضاً تفاعل إضافة الأمين الهيدروجينية hydroamination، والتي تتضمن إضافة الأمينات إلى الألكينات.

## اقرأ أيضاً
- ألكلة
- أسيلة
- نزع أمين